# Javorina
Javorina é uma área militar e município da Eslováquia, situado no distrito de Kežmarok, na região de Prešov. Tem 316,24 km² de área e não possui residentes fixos. Estatisticamente é equiparada a um município, mas é de fato uma área militar (vojenský obvod), instituída em 1952.